# بيت النتاش (فلم)
بيت النتاش فيلم مصري تم إنتاجه عام 1952، بطولة شادية (ملبسة) إسماعيل يس (سكر) محمد كمال المصري أو شرفنطح (المعلم غندور) زينات صدقي (نفوسة العراقية) عبد الفتاح القصري (المعلم سعدون) عبد السلام النابلسي (محبوب غندور) إلياس مؤدب (ليمون) عثمان أباظة (خليل) عباس البليدي (المطرب) أحمد أباظة (الضابط) ممد حسنين (الجرسون) حسان اليماني.
يدور الفيلم حول رجل يبيع قطعة ارض له بعقد مزور مقابل عربون يقبضه من نفوسة العراقية ويرفض تسليمها الأرض ويماطل، وخوفاً من أن يكتشفه البوليس يقرر الزواج من ضحيته «نفوسة العراقية» ولكنها ترفض الزواج قبل زواج ابنتها «ملبسة» فيقترح عليها ابنه محبوب أو ميمي ولكن ملبسة واقعة في حب ابن خالتها سكر تاجر اللب وعلى الرغم من ان المعلم غندور لم يكن يبالي المهم عنده زواج ابنتها الا انه فضل تزويج ابنتها من ابنه وحاك الدسائس للزيجتين وكان لسكر صديق لبناني ويعمل معه يخطب راقصة لها علاقة بمحبوب فيما يبدو والذي يسرقها فيما بعد وفي النهاية يكشف امر غندور وابنه ويدخلان السجن